# Bulbo di prua

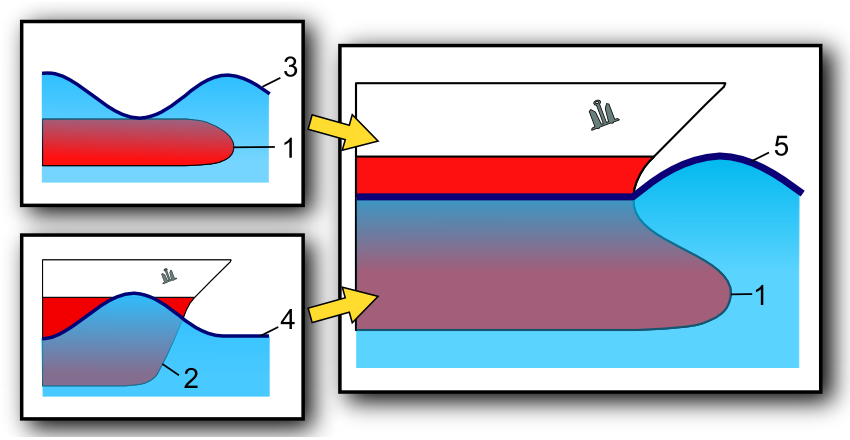
Modo in cui l'acqua scorre intorno allo scafo con un bulbo di prua.

Un bulbo di prua è un bulbo sporgente di prua (o anteriore) di una nave appena sotto la linea di galleggiamento.

## Funzionamento e vantaggi

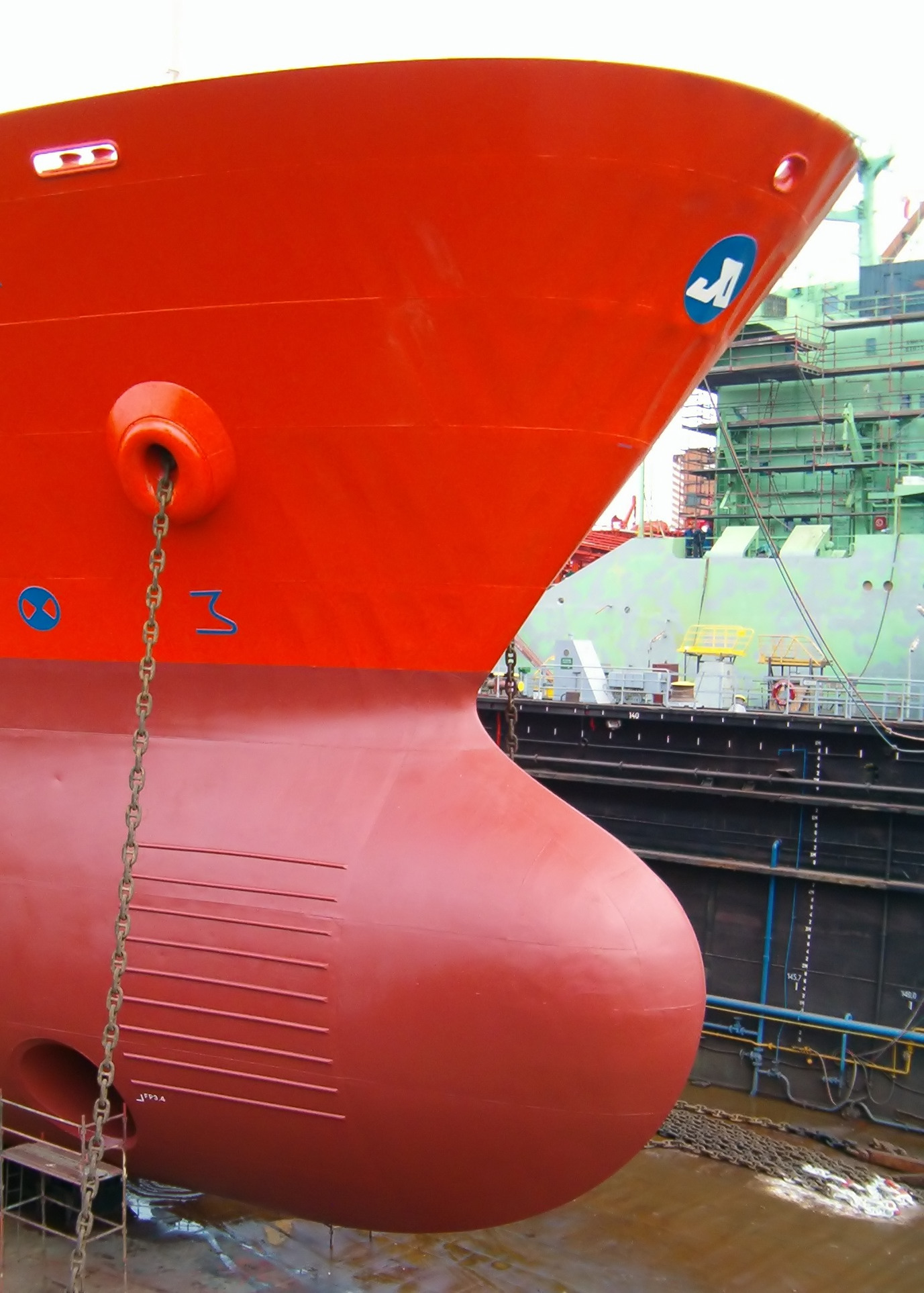
Bulbo di prua di una nave cargo

Negli scafi convenzionali in corrispondenza della prua si forma un'onda di prua: il bulbo serve per creare in quel punto una depressione che va a cancellare l'onda. Modificando il modo in cui l'acqua scorre intorno allo scafo, riduce l'attrito e aumenta la velocità, autonomia, efficienza del carburante e stabilità (smorza il beccheggio). Grandi navi provviste di bulbo di prua hanno generalmente un 12-15 per cento di maggiore efficienza sul consumo di carburante, rispetto a navi simili sprovviste di bulbo.
I bulbi di prua sono efficaci se usati in scafi che soddisfano le seguenti condizioni:
- La lunghezza al galleggiamento è superiore ai 15 metri
- La nave naviga per la maggior parte del suo tempo con una velocità pari o di poco inferiore alla sua velocità massima

Navi di grandi dimensioni che attraversano grandi corpi d'acqua, con velocità vicina alla velocità massima, trarranno beneficio dalla presenza di un bulbo. Ciò include navi da guerra, navi da carico, navi passeggeri, petroliere e superpetroliere. Tutte queste navi sono generalmente di grandi dimensioni e di solito operano all'interno di un piccolo intervallo di velocità vicino alla velocità massima. La presenza di bulbi di prua non è adatta a piccole imbarcazioni e può effettivamente risultare dannosa per le loro prestazioni ed economia. Questo perché gli effetti positivi di cancellazione dell'onda di prua si verificano solo ad alta velocità, mentre il maggior attrito dovuto alla maggior superficie di chiglia bagnata è presente anche a bassa velocità. Pertanto, essi sono raramente utilizzati sulle imbarcazioni da diporto come barche a motore, barche a vela, rimorchiatori, pescherecci e yacht.